# Chiny (Belgia)
Chiny (wa. Tchini) – miasto w południowo-wschodniej Belgii, w Regionie Walońskim, w prowincji Luksemburg, w okręgu Virton. 1 stycznia 2024 roku liczyło 5308 mieszkańców. Leży nad rzeką Semois.  

## Podział administracyjny
W skład miasta wchodzi pięć dzielnic (section):
- Izel
- Jamoigne
- Les Bulles
- Suxy
- Termes

## Współpraca
Miejscowości partnerskie:
- Connaux, Francja
- Huisseau-sur-Cosson, Francja
- Saint-Vérand, Francja